# بخش واشیم
بخش واشیم (به انگلیسی: Washim district) یک منطقهٔ مسکونی در هند است که در بخش امراوتی واقع شده‌است. بخش واشیم ۵٬۱۵۰ کیلومتر مربع مساحت و ۱٬۲۹۷٬۱۶۰ نفر جمعیت دارد.